# أزمة تكلفة المعيشة في المملكة المتحدة (2021-مستمرة)
منذ أواخر عام 2021 بدأت أسعار العديد من السلع الأساسية في المملكة المتحدة في الارتفاع بشكل أسرع من دخل الأسرة مما أدى إلى انخفاض الدخل الحقيقي. وقد سميت هذه الظاهرة بأزمة تكلفة المعيشة. ويرجع ذلك جزئيا إلى ارتفاع التضخم في كل من المملكة المتحدة والعالم بشكل عام بالإضافة إلى التأثير الاقتصادي لقضايا مثل جائحة كوفيد-19 والغزو الروسي لأوكرانيا وخروج بريطانيا من الاتحاد الأوروبي. في حين أن جميع أنحاء المملكة المتحدة تتأثر بارتفاع الأسعار إلا أنها تؤثر بشكل كبير على الأشخاص ذوي الدخل المنخفض. وقد استجابت حكومة المملكة المتحدة بطرق مختلفة مثل المنح والتخفيضات الضريبية والدعم لموردي الكهرباء والغاز.

## التعريف
تعرف صحيفة ذا بيغ إيشيو أزمة تكلفة المعيشة بأنها "سيناريو ترتفع فيه تكلفة الضروريات اليومية مثل الطاقة والغذاء بشكل أسرع بكثير من متوسط الدخل". يعرف معهد الأبحاث الحكومية أزمة تكلفة المعيشة في المملكة المتحدة بأنها "انخفاض في الدخل الحقيقي المتاح (أي المعدل حسب التضخم وبعد الضرائب والمزايا) الذي شهدته المملكة المتحدة منذ أواخر عام 2021".
بحلول يناير 2024 انخفض مؤشر أسعار التجزئة لمدة 12 شهرا إلى 4% بعد أن بلغ ذروته عند 11.1% في أكتوبر 2022 بينما ارتفعت أجور العمال بنسبة 6.2% في الربع الأخير من عام 2023. وفي أواخر عام 2023 قدرت مؤسسة القرار أن دخل الأسر لن يعود إلى مستويات ما قبل الأزمة حتى عام 2027 على الأقل.

## الأسباب

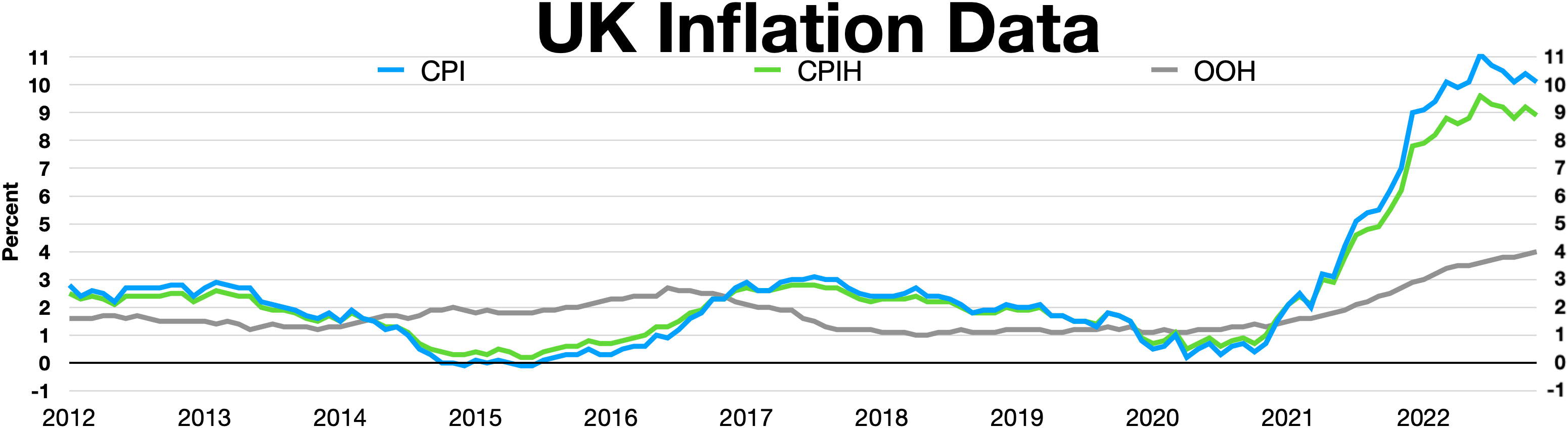
بيانات التضخم في المملكة المتحدة
مؤشر أسعار المستهلك
مؤشر أسعار المستهلك+ملكية المنزل
ملكية المنزل

ساهمت العوامل العالمية والمحلية في أزمة تكلفة المعيشة في المملكة المتحدة. ووفقا لمحافظ بنك إنجلترا أندرو بيلي فإن حوالي 80% من الأسباب التي تؤدي إلى أزمة تكاليف المعيشة هي أسباب عالمية. وتشمل هذه الأشكال المختلفة من عدم الاستقرار التي شهدها العالم في أوائل عام 2020 مثل جائحة كوفيد-19 ونقص الرقائق وأزمة الطاقة وأزمة سلسلة التوريد والغزو الروسي لأوكرانيا. تم الإبلاغ عن أن المملكة المتحدة هي من بين الأكثر تضررا بين الاقتصادات المتقدمة في العالم.
في عام 2021 كان التضخم في المملكة المتحدة أقل من نظيره في الولايات المتحدة لكن التضخم المرتفع في الولايات المتحدة لم ينظر إليه عموما على أنه أزمة تكلفة المعيشة بسبب شيكات التحفيز التي تم توزيعها على الأسر الأمريكية. على الرغم من أنه في عام 2022، تم الإبلاغ أيضا عن أزمة تكلفة المعيشة باعتبارها ظاهرة عالمية ولها تأثيرات تشمل أولئك الذين يعيشون في الولايات المتحدة في جميع أنحاء أوروبا وتخاطر بتأثير "مروع" على أولئك الذين يعيشون في العالم النامي.
تشمل الأسباب الفريدة للمملكة المتحدة نقص العمالة المرتبط بمغادرة العمال الأجانب بسبب انسحاب المملكة المتحدة من الاتحاد الأوروبي والضرائب الإضافية على الأسر. تشمل العوامل التي أدت إلى تفاقم الأزمة منذ 1 أبريل 2022 زيادة مكتب أسواق الغاز والكهرباء للحد الأقصى لأسعار الطاقة المنزلية بنسبة 54٪ وزيادة التأمين الوطني وارتفاع ضريبة المجلس. قام الباحثون في مركز الأداء الاقتصادي في كلية لندن للاقتصاد بالتحقيق في التدفقات التجارية وأسعار المستهلكين للمنتجات الغذائية في المملكة المتحدة ووجدوا أن خروج بريطانيا من الاتحاد الأوروبي أدى إلى زيادة أسعار المواد الغذائية بسبب زيادة الروتين عند استيراد المواد الغذائية من أوروبا. وقد أثر هذا على الأسر الفقيرة بشكل غير متناسب. يتلقى العاطلون عن العمل في المملكة المتحدة دعما ماليا أقل من المتوسط في دول منظمة التعاون الاقتصادي والتنمية ولم ترتفع الرواتب في المملكة المتحدة بشكل كبير منذ الأزمة المالية 2007–2008.
أدى عدم كفاية مرافق تخزين الغاز على المدى الطويل إلى تعرض أسعار الطاقة في المملكة المتحدة بشكل مفرط لتقلبات السوق. دخل الأسرة سواء من الأجور أو المزايا لم يواكب بشكل عام ارتفاع الأسعار. في أبريل 2022 انخفضت الأجور الحقيقية في المملكة المتحدة بنسبة 4.5% وهو أكبر انخفاض منذ بدء السجلات في عام 2001. بحلول يوليو 2022 ارتفع التضخم إلى أكثر من 10% وهو أعلى مستوى منذ 40 عاما وكان بنك إنجلترا يتوقع أن يصل إلى 13% بحلول نهاية العام. كان من المتوقع أن ترتفع تكاليف الطاقة للأسرة البريطانية النموذجية بنسبة 80٪ اعتبارا من أكتوبر 2022 من 1971 جنيها إسترلينيا إلى 3549 جنيها إسترلينيا حتى أعلنت ليز تراس التي كانت رئيسة الوزراء في ذلك الوقت عن إجراءات للحد من هذه الزيادات.
في 23 سبتمبر 2022 أعلن مستشار المملكة المتحدة كواسي كوارتنج عن ميزانيته المصغرة المدعومة من ترhس والتي تضمنت تخفيضات ضريبية واسعة النطاق. وتضمنت الحزمة تخفيضات في رسوم الدمغة وإلغاء معدل ضريبة الدخل بنسبة 45٪ لأولئك الذين يكسبون 150 ألف جنيه إسترليني أو أكثر سنويا. وتهدف هذه التخفيضات إلى تشجيع الاستثمار الأجنبي والنمو الاقتصادي لكنها لم تكن مكلفة وأثارت فزع الأسواق المالية مما أدى إلى انخفاض الجنيه إلى مستوى منخفض بلغ 1.03 دولار. وكان رد فعل بنك إنجلترا هو رفع أسعار الفائدة مما أدى إلى زيادة أقساط الرهن العقاري بشكل كبير. بحلول أواخر أكتوبر 2022 تم استبدال ترhس وكوارتينج بريشي سوناك وجيريمي هنت على التوالي وتم إلغاء جميع مقترحات الميزانية المصغرة فعليا. استعاد الجنيه بعض قوته عند هذه النقطة لكن أسعار الفائدة ظلت مرتفعة مما أدى إلى زيادة دخل الأسرة.

## التأثيرات والجدول الزمني
بناء على استطلاع أجراه مكتب الإحصاءات الوطنية في الفترة ما بين 27 أبريل و22 مايو 2022 أفاد 77% من البالغين في المملكة المتحدة أنهم يشعرون بالقلق بشأن ارتفاع تكاليف المعيشة حيث قال 50% إنهم يشعرون بالقلق "كل يوم تقريبا". وجد استطلاع منفصل لمكتب الإحصاءات الوطنية تم إجراؤه في الفترة من 25 مايو إلى 5 يونيو أن 52% من المشاركين قد خفضوا استخدامهم للطاقة. وبينما أثر ارتفاع الأسعار على جميع الطبقات الاجتماعية كان الفقراء هم الأكثر تأثرا. وفقا لاستطلاع أجرته مؤسسة الغذاء البحثية نشر في فبراير 2022 قضى مليون بالغ في المملكة المتحدة يوما كاملا دون تناول الطعام خلال الشهر الماضي.
بدأ التضخم في الارتفاع بشكل حاد في عام 2021 مما أثر على مجموعة واسعة من السلع والخدمات. وقد تأثرت تكاليف النقل بشكل خاص ولكنها تأثرت أيضا بتكاليف أخرى كثيرة بما في ذلك تكاليف الغذاء والأثاث والأدوات المنزلية والكهرباء والملابس. وذكرت صحيفة فاينانشال تايمز في مايو 2022 أن الأزمة تسببت في انخفاض ثقة المستهلك في المملكة المتحدة إلى أدنى مستوى لها منذ عام 1974. في يونيو أفادت الجمعيات الخيرية أن الأزمة تؤثر على الصحة العقلية للناس حيث نشرت إحدى المؤسسات استطلاعا حيث قال 9٪ من الآباء الذين أجابوا على الأسئلة إن أطفالهم بدأوا في إيذاء أنفسهم.
في 10 نوفمبر 2022 صوت الممرضون وغيرهم من العاملين الطبيين في جميع أنحاء هيئة الخدمات الصحية الوطنية لصالح الإضراب تحت إشراف كلية التمريض الملكية. ذكرت الممرضات أن هذا يرجع إلى فشل الأجور والتضخم والإرهاق ونقص التمويل. يؤثر الإجراء الصناعي على مستشفيات هيئة الخدمات الصحية الوطنية في جميع أنحاء المملكة المتحدة. لا يزال من المتوقع أن يعمل الممرضون في أيام معينة بقدرة منخفضة لضمان استمرار عمل هيئة الخدمات الصحية الوطنية.
صرح مكتب الإحصاءات الوطنية في 11 نوفمبر أن الاستثمار في الأعمال التجارية انخفض خلال الأشهر الثلاثة حتى سبتمبر وكان أقل من مستويات ما قبل الوباء. انخفض الناتج المحلي الإجمالي خلال الأشهر الثلاثة حتى سبتمبر بسبب انخفاض التصنيع "في معظم الصناعات" وفقا لمكتب الإحصاءات الوطني.
في 8 ديسمبر 2022 ذكرت صحيفة الغارديان أنه وفقا لبحث أجرته مؤسسة جوزيف راونتري فإن أكثر من 3 ملايين أسرة منخفضة الدخل في المملكة المتحدة لا تستطيع تحمل تكاليف تدفئة منازلهم. ووفقا للبحث الذي أجرته المؤسسة فإن ما يقرب من 710.000 أسرة واجهت صعوبة في دفع ثمن الطعام والتدفئة والملابس الدافئة. وحثت المؤسسة الحكومة على زيادة الائتمان الشامل. وقال متحدث باسم الحكومة إن دعم الفئات الأكثر ضعفا يظل أولوية وأنه يتم منح الملايين من الأشخاص الأكثر احتياجا ما لا يقل عن 1200 جنيه إسترليني على شكل مدفوعات مباشرة لحمايتهم من ارتفاع الأسعار بالإضافة إلى 400 جنيه إسترليني يتم منحها لكل أسرة من أجل تكاليف الطاقة. وقال المتحدث إن الدعم يشمل أيضا ضمان أسعار الطاقة في فصل الشتاء بقيمة 900 جنيه إسترليني تقريبا لأسرة نموذجية وصندوق دعم الأسرة لمساعدة الأشخاص في التكاليف الأساسية وأن المستشارة أعلنت عن بذل المزيد من الجهود لدعم الأشخاص الأكثر احتياجا في العام المقبل.
أفاد مكتب الإحصاءات الوطني أنه في العام حتى سبتمبر 2022 كانت هناك زيادة بنسبة 22٪ في نشل المتاجر. واستجابة لهذه المشكلة بدأت بعض محلات السوبر ماركت في طرح أنظمة جديدة لمنع خسائر البيع بالتجزئة حيث تطلب من العملاء مسح إيصالاتهم المطبوعة ضوئيا باستخدام قارئة رماز قضباني كدليل على الشراء قبل أن يتمكنوا من الخروج من المتجر. وقد اجتذبت الأنظمة بعض ردود الفعل العامة السلبية.
قالت مؤسسة جوزيف راونتري إن أبحاثها أظهرت أن مئات الآلاف من الأسر لا تستطيع حماية نفسها من البرد وأن أسعار الأساسيات كانت ترتفع بشكل حاد مع فواتير الطاقة وكانت ضعف مستواها في الشتاء السابق تقريبا. إحاطة من وزارة الصحة والرعاية الاجتماعية تتضمن تفاصيل الخطط التي وضعتها لتوظيف آلاف المتطوعين لمواجهة النقص في الموظفين خلال شتاء 2022/23 وتضمنت تحذيرات حول تأثير الطقس البارد على دخول المستشفيات. وقد يؤدي ارتفاع أسعار الوقود وتكاليف المعيشة خاصة بالنسبة لكبار السن.
في 5 سبتمبر 2023 أصدر مجلس مدينة برمنغهام أكبر حكومة محلية في أوروبا إشعارا بموجب المادة 114 يعلن فيه إفلاسه فعليا.

## الاستجابات

### الحكومة
تضمنت الاستجابات الحكومية المبكرة لارتفاع التضخم زيادة بنسبة 6.6% في الحد الأدنى للأجور والذي تم الإعلان عنه في عام 2021 ودخل حيز التنفيذ في أبريل 2022. وكثفت حكومة المملكة المتحدة جهودها للاستجابة لأزمة تكلفة المعيشة في مايو 2022 مع فرض ضريبة غير متوقعة بقيمة 5 مليارات جنيه إسترليني على شركات الطاقة للمساعدة في تمويل حزمة دعم بقيمة 15 مليار جنيه إسترليني للجمهور. تضمنت الحزمة حصول كل أسرة على خصم قدره 400 جنيه إسترليني على فواتير الطاقة والذي سيكون بالإضافة إلى استرداد ضريبة المجلس بقيمة 150 جنيها إسترلينيا التي طلبتها الحكومة بالفعل. بالنسبة لنحو 8 ملايين من الأسر ذات الدخل المنخفض في المملكة المتحدة تم الإعلان عن دفعة إضافية بقيمة 650 جنيها إسترلينيا. بالإضافة إلى ذلك فإن المتقاعدين أو ذوي الإعاقة مؤهلون للحصول على دفعات إضافية بالإضافة إلى 550 جنيها إسترلينيا التي تحصل عليها كل أسرة و650 جنيها إسترلينيا سيحصلون عليها إذا كان لديهم دخل منخفض.
في يونيو 2022 أمر وزير الأعمال كواسي كوارتينج بإجراء مراجعة عاجلة لسوق وقود السيارات لإكمالها بحلول 7 يوليو لمعرفة ما إذا كانت أسعار المستهلك مرتفعة بشكل مفرط. ووصف العديد من الأشخاص والمنظمات هذه الإجراءات بأنها غير كافية بما في ذلك رئيس الوزراء المنتهية ولايته بوريس جونسون حيث توقع بنك إنجلترا أن المملكة المتحدة ستدخل في حالة ركود بحلول عام 2023.
أعلنت خليفة جونسون ليز تراس عن حزمة من الإعانات لارتفاع فواتير الطاقة بتكلفة محتملة تقدر بما يصل إلى 150 مليار جنيه إسترليني اعتمادا على أسعار الجملة المستقبلية. كان الجزء الرئيسي من هذه الحزمة هو ضمان سعر الطاقة وهو ما يعني أن الأسرة البريطانية ذات "متوسط استخدام الطاقة" لن تدفع أكثر من 2500 جنيه إسترليني سنويا على الطاقة على الرغم من أن هذا قد أسيء تفسيره على نطاق واسع كما صرح تراس في المقابلات الإعلامية أن " لن يدفع أحد أكثر من 2500 جنيه إسترليني". وأوضحت ذلك لاحقا مع استبعاد فرض ضريبة جديدة على أرباح منتجي وموردي الطاقة. كان من المخطط في البداية أن يستمر الدعم لمدة عامين للمستهلكين وستة أشهر للشركات ولكن في أكتوبر قال المستشار الجديد جيريمي هانت إن الحزمة ستستمر حتى أبريل 2023 وأنه اعتبارا من هذا التاريخ سيستهدف الدعم "الفئات الأكثر ضعفا".
بعد تعيينه رئيسا للوزراء في أكتوبر 2022 بعد استقالة تراس وسط أزمة اقتصادية ومصداقية ناجمة عن الميزانية المصغرة لسبتمبر 2022 التي اقترحها تراس وكوارتينج واصل ريشي سوناك حزمة الدعم لارتفاع فواتير الطاقة. كمستشار قدم بعض التمويل لمساعدة الأشخاص الضعفاء على مواجهة ارتفاع تكاليف المعيشة.
في أكتوبر 2022 قدمت الحكومة الاسكتلندية قانونا لتجميد الإيجارات وفرض حظر على عمليات الإخلاء في اسكتلندا لكل من القطاعين الخاص المستأجر والاجتماعي.

### المدنية والسياسية

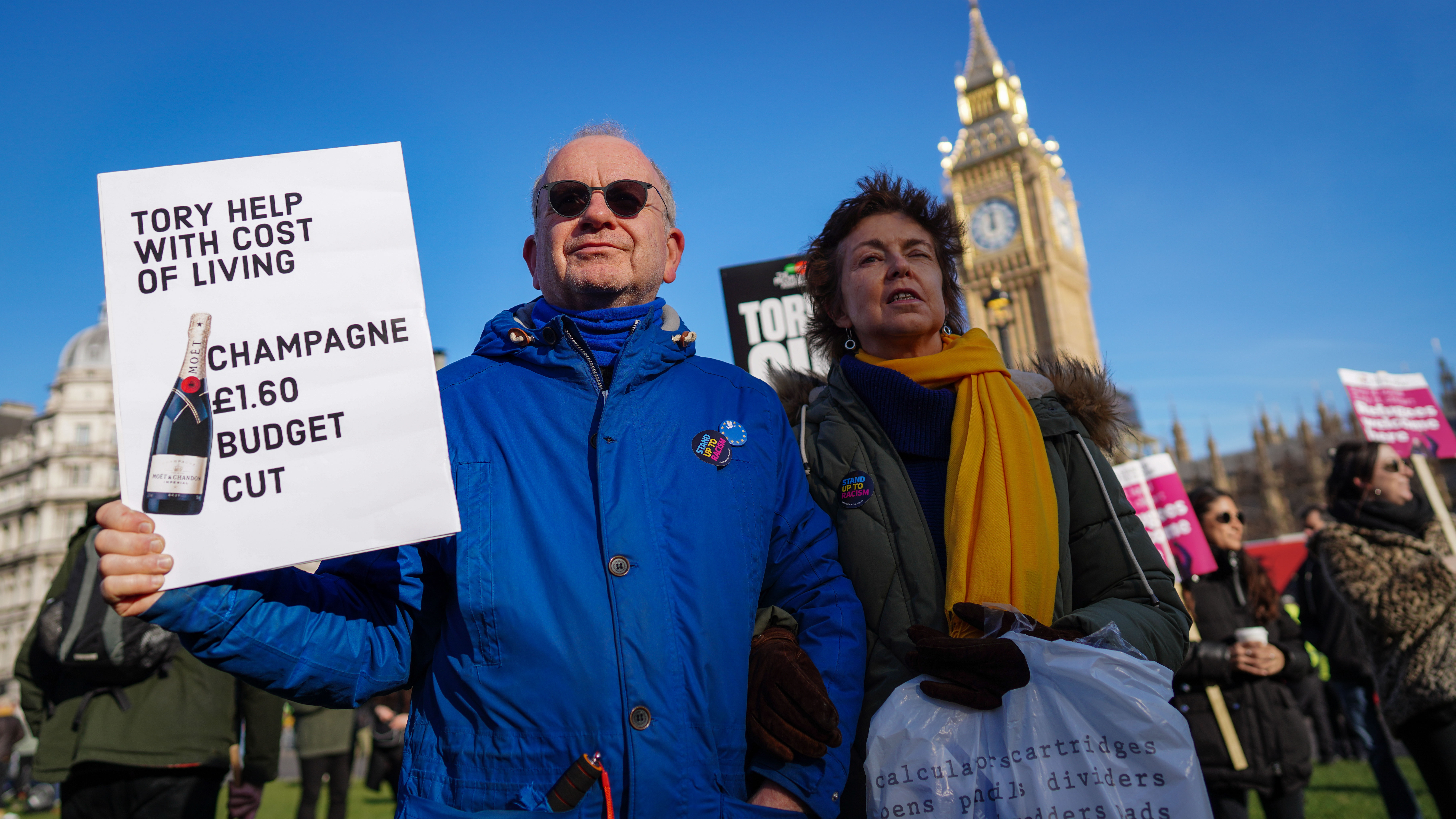
المتظاهرون في لندن، فبراير 2022

تم إنشاء حملات مختلفة مثل لا تدفع في المملكة المتحدة لتشجيع الحكومة على تقديم المزيد من المساعدة.
حذر الناشط جاك مونرو من أن الأزمة قد تكون قاتلة لبعض أطفال الآباء ذوي الدخل المنخفض وطلب من الحكومة زيادة المزايا بما يتماشى مع التضخم. يواصل المجتمع المدني في المملكة المتحدة الاستجابة للمصاعب الناجمة عن أزمة تكلفة المعيشة مثل إدارة بنوك الطعام على الرغم من أن بعض مديري بنوك الطعام يشيرون إلى زيادة الطلب ولكن أيضا انخفاض مستويات التبرعات لأن الأزمة تعني بعض الأشخاص الذين كان بإمكانهم التبرع سابقا لم يعد بمقدوره القيام بذلك. في 18 يونيو 2022 سار آلاف العمال إلى البرلمان في لندن للمطالبة بمزيد من الإجراءات الحكومية لمعالجة أزمة تكلفة المعيشة.
تم تنظيم حملة بعنوان "كفى كفى" من قبل قادة النقابات العمالية للضغط خلال الأزمة. وتشمل مطالبها العودة إلى أسعار الطاقة قبل أبريل 2022 وزيادة الأجور بالقيمة الحقيقية للعاملين في القطاع العام وزيادة الحد الأدنى الوطني للأجور وعكس زيادة التأمين الوطني وزيادة 20 جنيها إسترلينيا أسبوعيا في الائتمان الشامل للمدفوعات. وفي غضون أسابيع قليلة من إطلاقها في أغسطس 2022 انضم إلى الحركة ما يقرب من 450 ألف شخص. وقد اكتسبت بعض المؤيدين البارزين بما في ذلك عمدة مانشستر الكبرى أندي بيرنهام والسناتور الأمريكي بيرني ساندرز.
في نوفمبر 2023 حسبت منظمة ثقة تريسيلر أن الشخص البالغ الوحيد في المملكة المتحدة في عام 2023 يحتاج إلى 29500 جنيه إسترليني على الأقل سنويا للحصول على مستوى معيشي مقبول ارتفاعا من 25000 جنيه إسترليني في عام 2022. وسيحتاج الشريكان مع طفلين إلى 50000 جنيه إسترليني مقارنة إلى 44.500 جنيه إسترليني في عام 2022. 29% من سكان المملكة المتحدة – أي ما يعادل 19.2 مليون شخص – ينتمون إلى أسر تحصل على أقل من الحد الأدنى.

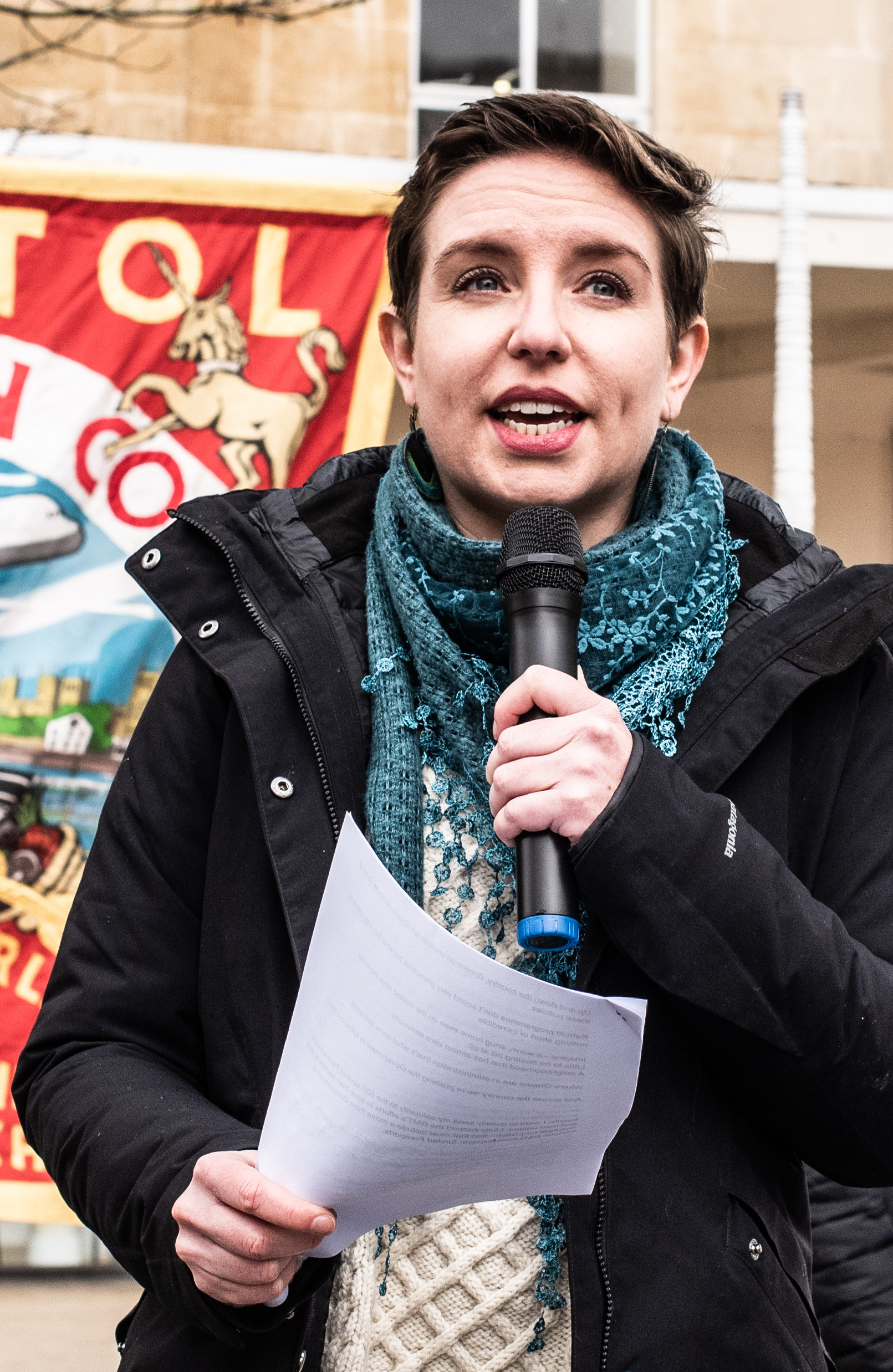
كارلا دينير، الزعيمة المشاركة لحزب الخضر في إنجلترا وويلز، تتحدث في مظاهرة حول أزمة تكلفة المعيشة في عام 2022

يدعم حزب الخضر في إنجلترا وويلز زيادة الائتمان العالمي وتنفيذ خطة العزل المنزلي لتقليل استخدام الطاقة وخفض فواتير الوقود كجزء من موقفه من أزمة تكلفة المعيشة. كما يدعم خفض تكاليف النقل العام وتوفير 35 ساعة أسبوعيا لرعاية الأطفال مجانا من سن تسعة أشهر وزيادة أجور العاملين في القطاع العام لمواكبة التضخم.

### استجابة وسائل الإعلام
أشارت وسائل الإعلام وكذلك نقابات العمال إلى أزمة تكلفة المعيشة باعتبارها أحد أسباب الإضراب العمالي من قبل الموظفين في صناعات مثل إضرابات السكك الحديدية وإضرابات الحافلات وإجراءات محامي المساعدة القانونية. في سبتمبر 2022 بدأت قناة بي بي سي "دكتورز" في تغطية الموضوع في قصة طويلة الأمد تركز على القضايا والتي تضم سكارليت كيرنان (كيا بيج) ووالدها يكافحان من أجل البقاء. في أكتوبر 2022 كشفت هيئة الإذاعة البريطانية عن علامتها التجارية الجديدة "معالجتها معا" المصممة لمساعدة المستهلكين على التغلب على أزمة تكلفة المعيشة.